# Yvan Busque
Pour les articles homonymes, voir Busque (homonymie).
Yvan Busque (né le 6 mars 1983 à Saint-Benoît-Labre, dans la province de Québec au Canada) est un joueur professionnel canadien de hockey sur glace.

## Carrière
Après trois saisons passées avec les Saguenéens de Chicoutimi de la Ligue de hockey junior majeur du Québec, il passe trois saisons dans le hockey universitaire canadien avec les Aigles Bleus de l'Université de Moncton.
Il commence sa carrière professionnelle en 2007 avec le CRS Express de Saint-Georges de la Ligue nord-américaine de hockey. Il passe ensuite une saison en Norvège, avec le Lørenskog IK de la GET ligaen.
Il revient avec le CRS Express pour la saison 2009-2010, puis le 4 juin 2010, il signe avec les Warriors de Sparta de la GET ligaen.
Le 1er septembre 2011, il signe un contrat avec le Cool FM 103,5 de Saint-Georges, puis après avoir disputé cinq matchs, il signe le 21 octobre un contrat avec le Graz 99ers du Championnat d'Autriche de hockey sur glace.
Le 31 août 2012, il signe à nouveau un contrat avec le Cool FM 103,5.
Le 9 août 2013 il est échangé aux Braves de Valleyfield, le 16 août aux Riverkings de Cornwall et le 28 novembre aux Marquis de Jonquière. Le 3 décembre il signe un contrat avec l'équipe. Le 31 décembre il signe un contrat d'essai de cinq matchs avec les Vikings de Tønsberg de la GET ligaen.
Il prend sa retraite après la saison 2018-2019.

## Statistiques
| Saison    | Équipe                                  | Ligue      |    | Saison régulière | Saison régulière | Saison régulière | Saison régulière | Saison régulière |    | Séries éliminatoires | Séries éliminatoires | Séries éliminatoires | Séries éliminatoires | Séries éliminatoires |
| Saison    | Équipe                                  | Ligue      | PJ | B                | A                | Pts              | Pun              | PJ               | B  | A                    | Pts                  | Pun                  |                      |                      |
| 2001-2002 | Saguenéens de Chicoutimi                | LHJMQ      | 40 | 1                | 4                | 5                | 41               | 4                | 0  | 0                    | 0                    | 2                    |                      |                      |
| 2002-2003 | Saguenéens de Chicoutimi                | LHJMQ      | 67 | 25               | 29               | 64               | 136              | 4                | 1  | 0                    | 1                    | 4                    |                      |                      |
| 2003-2004 | Saguenéens de Chicoutimi                | LHJMQ      | 63 | 26               | 32               | 58               | 88               | 18               | 2  | 5                    | 7                    | 34                   |                      |                      |
| 2004-2005 | Aigles Bleus de l'Université de Moncton | CIS        | 26 | 3                | 4                | 7                | 18               | 7                | 0  | 0                    | 0                    | 14                   |                      |                      |
| 2005-2006 | Aigles Bleus de l'Université de Moncton | CIS        | 18 | 1                | 7                | 8                | 28               | 2                | 1  | 0                    | 1                    | 17                   |                      |                      |
| 2006-2007 | Aigles Bleus de l'Université de Moncton | CIS        | 26 | 12               | 15               | 27               | 109              | 5                | 1  | 2                    | 3                    | 4                    |                      |                      |
| 2007-2008 | CRS Express de Saint-Georges            | LNAH       | 47 | 16               | 24               | 40               | 43               | 11               | 7  | 5                    | 12                   | 33                   |                      |                      |
| 2008-2009 | Lørenskog IK                            | GET ligaen | 43 | 20               | 34               | 54               | 120              | 5                | 3  | 1                    | 4                    | 6                    |                      |                      |
| 2009-2010 | CRS Express de Saint-Georges            | LNAH       | 41 | 18               | 31               | 49               | 47               | 18               | 14 | 15                   | 29                   | 34                   |                      |                      |
| 2010-2011 | Sparta Warriors                         | GET ligaen | 41 | 10               | 17               | 27               | 91               | 6                | 0  | 1                    | 1                    | 14                   |                      |                      |
| 2011-2012 | Cool FM 103,5 de Saint-Georges          | LNAH       | 5  | 5                | 4                | 9                | 8                | -                | -  | -                    | -                    | -                    |                      |                      |
| 2011-2012 | Graz 99ers                              | EBEL       | 32 | 5                | 9                | 14               | 49               | -                | -  | -                    | -                    | -                    |                      |                      |
| 2012-2013 | Cool FM 103,5 de Saint-Georges          | LNAH       | 28 | 7                | 19               | 26               | 52               | 4                | 1  | 2                    | 3                    | 4                    |                      |                      |
| 2013-2014 | Marquis de Jonquière                    | LNAH       | 6  | 1                | 4                | 5                | 8                | -                | -  | -                    | -                    | -                    |                      |                      |
| 2013-2014 | Tønsberg Vikings                        | GET ligaen | 13 | 3                | 5                | 8                | 32               | 6                | 0  | 8                    | 8                    | 22                   |                      |                      |
| 2016-2017 | 3L de Rivière-du-Loup                   | LNAH       | 15 | 1                | 5                | 6                | 10               | 9                | 1  | 1                    | 2                    | 4                    |                      |                      |
| 2017-2018 | 3L de Rivière-du-Loup                   | LNAH       | 27 | 7                | 11               | 18               | 40               | -                | -  | -                    | -                    | -                    |                      |                      |
| 2018-2019 | Cool FM 103,5 de Saint-Georges          | LNAH       | 9  | 2                | 2                | 4                | 20               | -                | -  | -                    | -                    | -                    |                      |                      |

## Trophées et honneurs personnels
- Hockey universitaire
  - 2004-2005 : remporte le championnat de l’association sportive universitaire de l’Atlantique.
  - 2006-2007 : remporte le championnat de l’association sportive universitaire de l’Atlantique.
- Ligue nord-américaine de hockey
  - 2009-2010 : remporte le Trophée des médias remis au meilleur joueur des séries et la Coupe Futura avec le CRS Express de Saint-Georges.
- Championnat de Norvège de hockey sur glace
  - 2010-2011 : remporte le championnat de la ligue avec les Warriors de Sparta.